# 旧学習院初等科正堂
旧学習院初等科正堂

| 旧用途     | 講堂                            |
| 現用途     | 常設展示物                      |
| 創建       | 1899年（明治32年）              |
| 移築       | 1975年（昭和50年）              |
| 設計       | 新家孝正                        |
| 施工       | 不明                            |
| 区分       | 重要文化財                      |
| 指定年月日 | 1973年（昭和48年）6月2日        |
| 所有者     | 千葉県                          |
| 所在       | 〒286-0841 千葉県成田市大竹1451 |

旧学習院初等科正堂（きゅうがくしゅういんしょとうかせいどう）は、千葉県成田市大竹にある明治時代後期（19世紀末）の学校建築である。国の重要文化財に指定されている。

## 年表
- 1899年（明治32年）7月10日 - 東京府東京市四谷区尾張町(現・東京都新宿区)に学習院初等科正堂として建造される。
- 1936年（昭和11年）11月13日 - 皇太子の入学に備えて正堂を改築することになり[1]、宮内庁下総御料牧場のあった印旛郡遠山村への下賜が決定。宮内省で伝達式が行われる。
- 1937年（昭和12年）4月 - 移築工事が始まる。同年6月1日、遠山尋常高等小学校にて上棟式が行われる。
- 1938年（昭和13年）3月23日 - 竣工式が行われ、遠山尋常高等小学校の講堂として使われる。
- 1947年（昭和22年） - 遠山尋常高等小学校から遠山村立遠山中学校へと改称。
- 1954年（昭和29年） - 町村合併に伴い成田市立遠山中学校へ改称。
- 1966年（昭和41年） 6月28日 - 新東京国際空港（現・成田国際空港）建設地内定に対し、三里塚住民らが「新空港反対総決起集会」を開催し、三里塚新国際空港反対同盟（三里塚芝山連合空港反対同盟の前身）を結成[2]。（→成田空港問題）
- 1973年（昭和48年）6月2日 - 国の重要文化財に指定される。
  - 10月15日 - 成田市立遠山中学校にて解体工事が始まる。同年12月10日、解体作業終了。成田市から千葉県に寄贈された。
- 1975年（昭和50年）12月 - 現在地の千葉県立房総風土記の丘（現・千葉県立房総のむら）へ移築される。なお、千葉県立房総のむらは千葉県印旛郡栄町と同県成田市にまたがっており、当建物の所在地は成田市である。

## 構造形式

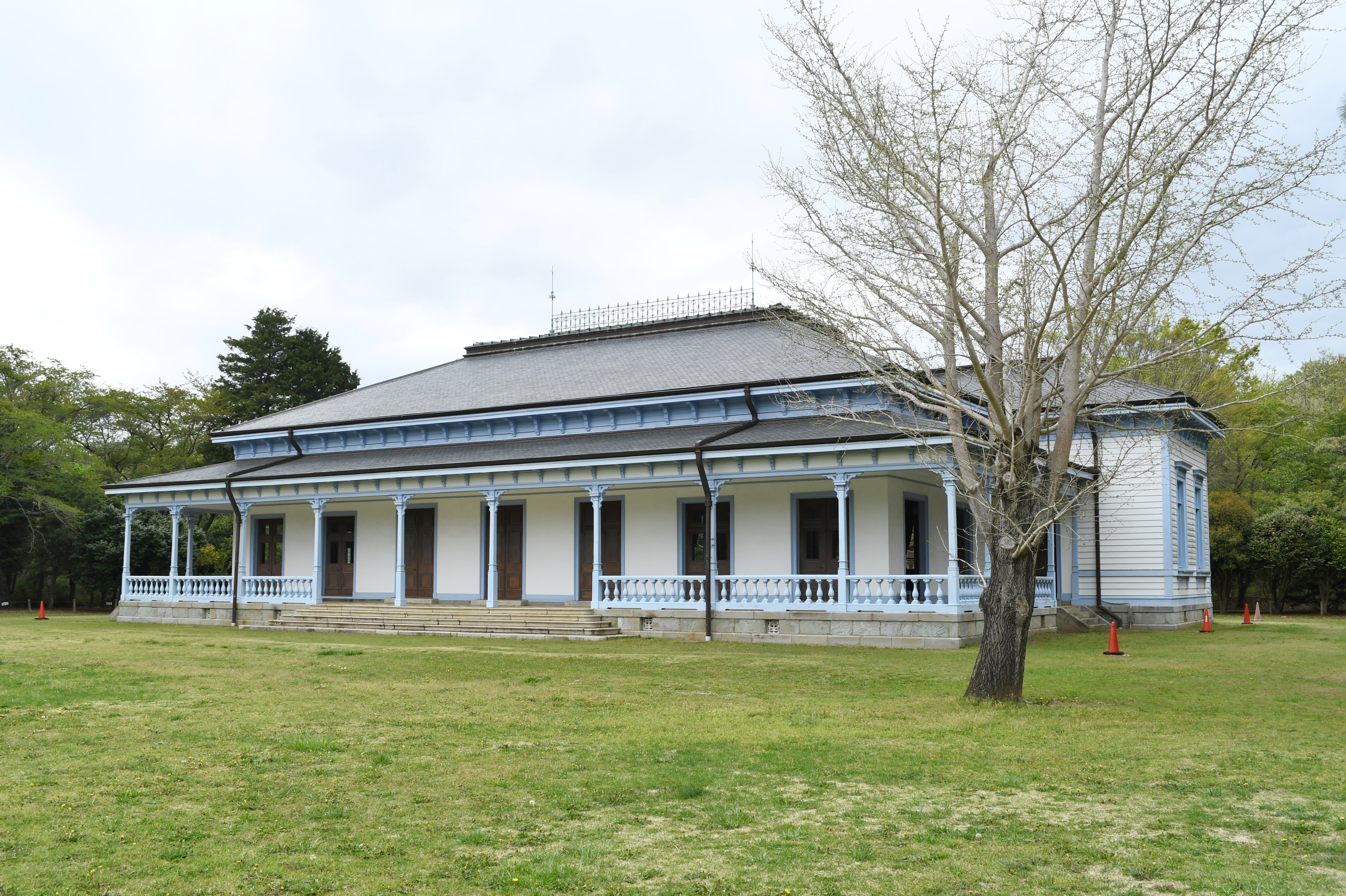
概観

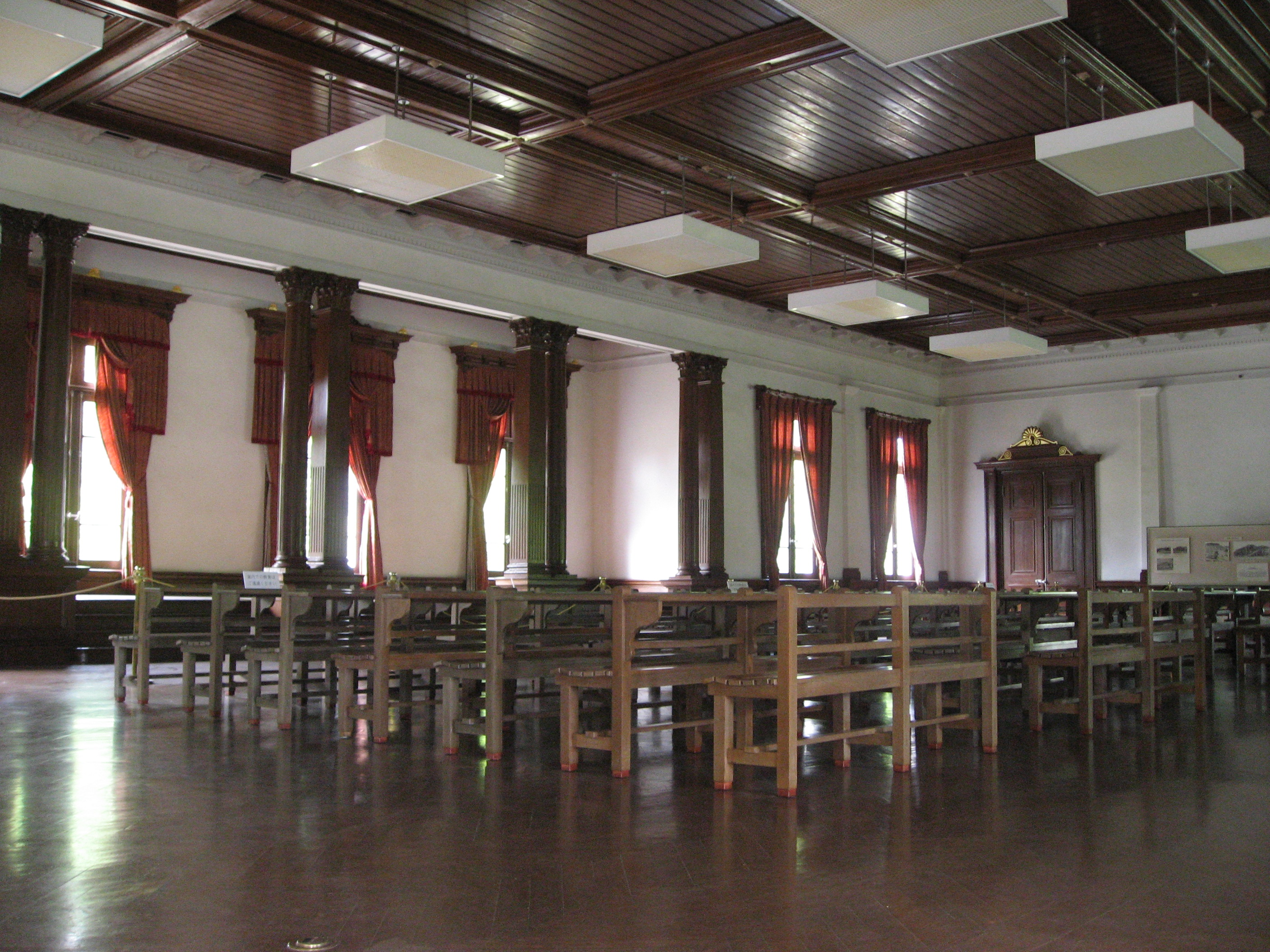
内部

- 構造 ： 木造
- 建築面積 ： 647.7m2
- 階数 ： 1階平屋建て
- その他 ： スレート及び瓦棒銅板葺

## その他
- 新空港建設決定後、三里塚闘争の決起大会などに利用された。
- 郵政省1983年8月15日発行の切手、近代洋風建築シリーズの第9集に旧学習院初等科正堂が描かれたものがある。
- AKB48の『言い訳Maybe』、乃木坂46の『おいでシャンプー』のPV撮影に使用された。